# Skårvågen
Skårvågen est une localité du comté de Nordland, en Norvège.

## Géographie
Administrativement, Skårvågen fait partie de la kommune de Bø.